# Cesonia trivittata
Cesonia trivittata är en spindelart som beskrevs av Banks 1898. Cesonia trivittata ingår i släktet Cesonia och familjen plattbuksspindlar. Inga underarter finns listade i Catalogue of Life.